# Elección al Senado de los Estados Unidos en Tennessee de 2020
La Elección al Senado de los Estados Unidos en Tennessee de 2020 se llevaron a cabo el 3 de noviembre de 2020 para elegir a un miembro del Senado de los Estados Unidos para representar al Estado de Tennessee, al mismo tiempo que las elecciones presidenciales de los Estados Unidos de 2020, así como otras elecciones al Senado los Estados Unidos en otros estados. Elecciones a la Cámara de Representantes de los Estados Unidos y varias elecciones estatales y locales. El senador republicano titular Lamar Alexander anunció que no se postularía para la reelección el 17 de diciembre de 2018.

## Elección general

### Predicciones
| Fuente                | Clasificación | As of                  |
| --------------------- | ------------- | ---------------------- |
| Cook Political Report | Sólido        | 29 de octubre de 2020  |
| Inside Elections      | Sólido        | 28 de octubre de 2020  |
| Sabato's Crystal Ball | Sólido        | 2 de noviembre de 2020 |
| 270toWin              | Sólido        | 2 de noviembre de 2020 |
| Político              | Sólido        | 2 de noviembre de 2020 |

### Encuestas
| Fuente de la encuesta                                             | Fecha(s) de realización                | Tamaño de muestra | Margen de error | Bill Hagerty (R) | Marquita Bradshaw (D) | Otro Indecisos |
| ----------------------------------------------------------------- | -------------------------------------- | ----------------- | --------------- | ---------------- | --------------------- | -------------- |
| Swayable Archivado el 13 de noviembre de 2020 en Wayback Machine. | 23 de octubre - 1 de noviembre de 2020 | 431 (LV)          | ± 6.2%          | 61%              | 39%                   | –              |
| Cygnal                                                            | 20-22 de octubre de 2020               | 610 (LV)          | ± 3.97%         | 56%              | 36%                   | 8%             |

#### Encuesta hipotética
con Bill Hagerty y James Mackler
| Fuente de la encuesta | Fecha(s) de realización | Tamaño de muestra | Margen de error | Bill Hagerty (R) | James Mackler (D) | Otro Indecisos |
| --------------------- | ----------------------- | ----------------- | --------------- | ---------------- | ----------------- | -------------- |
| Mason-Dixon           | 28-30 de enero de 2020  | 625 (RV)          | ± 4%            | 55%              | 33%               | 12%            |

con Manny Sethi y James Mackler
| Fuente de la encuesta | Fecha(s) de realización | Tamaño de muestra | Margen de error | Manny Sethi (R) | James Mackler (D) | Otro Indecisos |
| --------------------- | ----------------------- | ----------------- | --------------- | --------------- | ----------------- | -------------- |
| Mason-Dixon           | 28-30 de enero de 2020  | 625 (RV)          | ± 4%            | 46%             | 35%               | 19%            |

Con un republicano genérico vs. un demócrata genérico
| Fuente de la encuesta                                                               | Fecha(s) de realización         | Tamaño de muestra | Margen de error | Republicano genérico | Demócrata genérico | Otro Indecisos |
| ----------------------------------------------------------------------------------- | ------------------------------- | ----------------- | --------------- | -------------------- | ------------------ | -------------- |
| Cygnal                                                                              | 20-22 de octubre de 2020        | 610 (LV)          | ± 3.97%         | 58%                  | 38%                | 4%             |
| East Tennessee State University Archivado el 19 de mayo de 2020 en Wayback Machine. | 22 de abril - 1 de mayo de 2020 | 536 (LV)          | –               | 43%                  | 26%                | 31%            |

### Resultados
| Elección al Senado de los Estados Unidos en Tennessee de 2020 | Elección al Senado de los Estados Unidos en Tennessee de 2020 | Elección al Senado de los Estados Unidos en Tennessee de 2020 | Elección al Senado de los Estados Unidos en Tennessee de 2020 | Elección al Senado de los Estados Unidos en Tennessee de 2020 | Elección al Senado de los Estados Unidos en Tennessee de 2020 |
| Partido                                                       | Partido                                                       | Candidato/a                                                   | Votos                                                         | %                                                             |                                                               |
| ------------------------------------------------------------- | ------------------------------------------------------------- | ------------------------------------------------------------- | ------------------------------------------------------------- | ------------------------------------------------------------- | ------------------------------------------------------------- |
|                                                               | Republicano                                                   | Bill Hagerty                                                  | 1,840,926                                                     | 62.20%                                                        |                                                               |
|                                                               | Demócrata                                                     | Marquita Bradshaw                                             | 1,040,691                                                     | 35.16%                                                        |                                                               |
|                                                               | Independiente                                                 | Elizabeth McLeod                                              | 16,652                                                        | 0.56%                                                         |                                                               |
|                                                               | Independiente                                                 | Yomi Faparusi                                                 | 10,727                                                        | 0.36%                                                         |                                                               |
|                                                               | Independiente                                                 | Stephen Hooper                                                | 9,609                                                         | 0.32%                                                         |                                                               |
|                                                               | Independiente                                                 | Ronnie Henley                                                 | 8,478                                                         | 0.30%                                                         |                                                               |
|                                                               | Independiente                                                 | Aaron James                                                   | 7,203                                                         | 0.29%                                                         |                                                               |
|                                                               | Independiente                                                 | Eric William Stansberry                                       | 6,781                                                         | 0.23%                                                         |                                                               |
|                                                               | Independiente                                                 | Dean Hill                                                     | 4,872                                                         | 0.16%                                                         |                                                               |
|                                                               | Independiente                                                 | Jeffrey Grunau                                                | 4,160                                                         | 0.14%                                                         |                                                               |
| Total                                                         | Total                                                         | Total                                                         | 2,959,761                                                     | 100.0%                                                        |                                                               |
| Margen de victoria                                            | Margen de victoria                                            | Margen de victoria                                            | 800,235                                                       | 27.04%                                                        |                                                               |
|                                                               | Control Republicano                                           |                                                               |                                                               |                                                               |                                                               |